# Michael P. Murphy

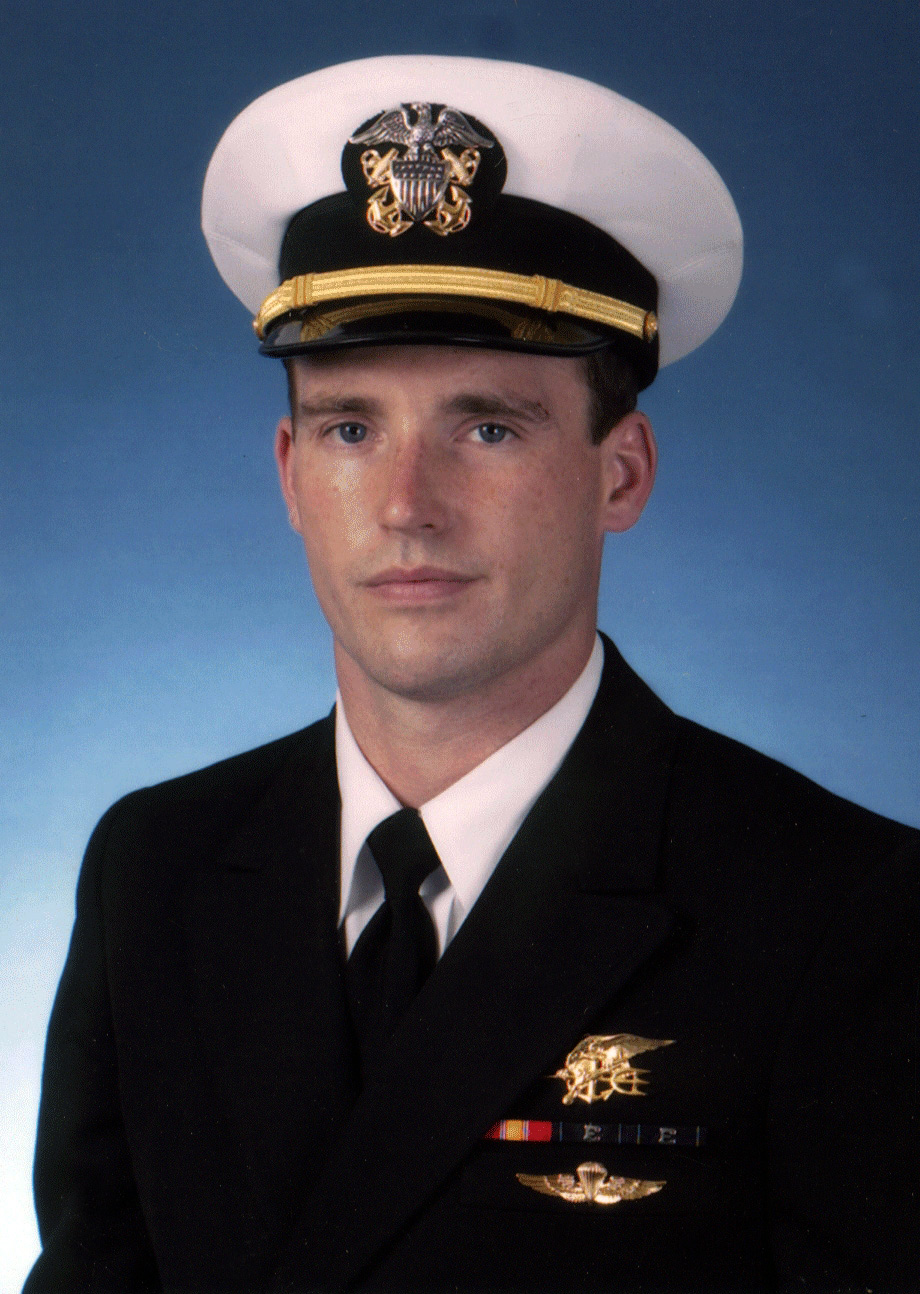
Michael P. Murphy

Michael P. Murphy, född 7 maj 1976 i Smithtown, New York, död 28 juni 2005 i provinsen Kunar, Afghanistan, tillhörde den amerikanska flottans specialförband United States Navy SEAL. Han belönades efter sin död med Medal of Honor vilket är den högsta utmärkelse den amerikanska försvarsmakten har.
Under Operation Red Wing var hans fyra man starka SEAL-patrull på jakt efter den högt uppsatte talibanledaren Ahmad Shah (nom de guerre Mohammad Ismail). Då patrullen rörde sig högt ovanför trädgränsen i de afghanska bergen fastnade de i ett bakhåll där cirka 150 talibankrigare anföll med AK-47:or och RPG-gevär. Samtliga i patrullen blev svårt skadade och Michael P. Murphy offrade sitt eget liv genom att under kraftig eldgivning från fienden, lämna sitt skydd och ta sig ut på öppen yta för att försöka få täckning med sin radio och på så sätt kalla på förstärkning.
Han träffades av flera skott under tiden det tog för honom att göra anropet till högkvarteret. Michael P. Murphy avled sen på platsen efter de skottskador han fått under striden. Av patrullens fyra medlemmar överlevde endast Marcus Luttrell. Michael P. Murphy, Danny Dietz och Matthew Axelson avled alla tre på platsen av de skador de fått under striden.